# Праздники КНДР
Список праздников, официально отмечаемых в КНДР.

## Праздники

### Григорианский календарь
| Дата       | Название                                          | Официальное корейское название              | Описание                                                                                                  |
| ---------- | ------------------------------------------------- | ------------------------------------------- | --- |
| 1 января   | Новый год                                         | 양력설 陽曆설                               | |
| 16 февраля | День сияющей звезды                               | 광명성절 光明星節                           | День рождения Ким Чен Ира (1942). Отмечается с 1976 года. Под нынешним названием установлен в 2012 году.  |
| 15 апреля  | День Солнца                                       | 태양절 太陽節                               | День рождения Ким Ир Сена (1912). Отмечается с 1968 года. Под нынешним названием установлен в 1997 году.  |
| 25 апреля  | День основания Корейской народной армии           | 조선인민군창건일 朝鮮人民軍創建日           | Основание Антияпонской народной партизанской армии (1932), впоследствии ставшей Корейской народной армией |
| 1 мая      | Первое мая                                        | 5.1절 5.1節                                 | |
| 27 июля    | День победы в Отечественной освободительной войне | 조국해방전쟁승리의 날 祖國解放戰爭勝利의 날 | Окончание Корейской войны (1953).                                                                         |
| 15 августа | День освобождения Родины                          | 조국해방의 날 祖國解放의 날                 | Капитуляция Японии во Второй мировой войне (1945).                                                        |
| 9 сентября | День Республики                                   | 공화국창건일 共和國創建日                   | Провозглашение Корейской Народно-Демократической Республики (1948).                                       |
| 10 октября | День основания Трудовой партии Кореи              | 조선로동당창건일 朝鮮勞動黨創建日           | Основание Трудовой партии Кореи (1945).                                                                   |
| 27 декабря | День Конституции                                  | 헌법절 憲法節                               | Принятие Конституции КНДР (1972).                                                                         |

### Лунный календарь
| Дата       | Название  | Официальное корейское название | Описание                        |
| ---------- | --------- | ------------------------------ | ------------------------------- |
| I.1—3      | Соллаль   | 음력설 陰曆설                  | Новый год по лунному календарю. |
| I.15       | Тэборым   | 정월대보름 正月大보름          | Первое полнолуние.              |
| V.5        | Суринналь | 수릿날                         | День летнего солнцестояния.     |
| VIII.15—17 | Чхусок    | 추석 秋夕                      | Праздник урожая.                |